# 蜘蛛の巣 (アガサ・クリスティ)
『蜘蛛の巣』（くものす、原題：Spider's Web）は、イギリスの女性推理小説作家アガサ・クリスティの戯曲。オリジナルのコミカルな推理劇である。1954年に発表され、上演回数774回のロングランを記録した。
なお、題名はウォルター・スコットの詩『マーミアン』の一節から採られており、作中で登場人物の1人がこの詩を引用するシーンがある。
また、2023年7月に両国エアースタジオにて藤森一朗が日本に設定を置き換えた新解釈版を発表した。

## あらすじ
クラリサは外交官の夫ヘンリーと、夫と前妻ミランダとの間に出来た娘ピパを引き取ってケント州のコップルストーン邸で平穏に暮らしていた。ある日の夕方、クラリサは来客の1人と雑談中に「もしもある朝書斎で死体を見つけたら自分はどうするだろうか」という「空想ゲーム」について話す。その後、ミランダの再婚相手のオリバーが自宅に立ち寄る。そしてクラリサは帰ったはずのオリバーの死体を見つけることとなる―

## 登場人物
ヘンリー・ヘイルシャム＝ブラウン
外交官。器量はよいがやや無表情な40歳代の男性。
クラリサ・ヘイルシャム＝ブラウン
本作品の主役。ヘンリーの後妻。ヘンリーとは年が離れている。想像力豊かで人を楽しませるために罪のない嘘をつく若い女性。
ピパ・ヘイルシャム＝ブラウン
ヘンリーと前妻ミランダとの間の娘。ひょろっとした体格の12歳の少女。クラリサに懐いている。
ローランド・デラヘイ卿
元政治家。気品があり魅力的な50歳過ぎの男性。コップルストーン邸の客でクラリサの叔父。
ヒューゴー・バーチ
弁護士。やや短気なところのある60がらみの男性。コップルストーン邸の客。
ジェレミー・ウォリンダー
実業家の秘書。エレガントな若い男性。コップルストーン邸の客。
ミルドリッド・ピーク
コップルストーン邸の庭師。菜園の仕事をしている大柄で口やかましい中年女性。
エルジン
執事。台所仕事を担当する妻と共々コップルストーン邸に仕える中年男性。
オリバー・カステロー
ミランダの再婚相手。浅黒くハンサムな顔立ちをしたペテン師。
ロード警部
コップルストーン邸に現れる警官。
ジョーンズ巡査
警部とともにコップルストーン邸に現れる。
検死医
警部たちに遅れてコップルストーン邸に現れる。

### 日本語版翻訳
山中 正治(やまなか まさはる)
外務省の役人。不器用であたふたしている。
山中 綾子(やまなか あやこ)
本作品の主役。正治の後妻。想像力豊かで人を楽しませるために罪のない嘘をつく若い女性。
山中 愛子(やまなか あいこ)
正治と前妻 咲江との間の娘。ひょろっとした体格の12歳の少女。綾子に懐いている。
池田 譲(いけだ ゆずる)
池田家4代目当主 子爵。女遊び、芸者遊び、クラブ遊び、1人遊びと多趣味な50歳過ぎの男性。緑汛荘の客で綾子の叔父。
三淵 良子(みぶち よしこ)
日本初の女性弁護士。性別はちがうが やや短気なところは原作と同じ。緑汛荘の客。
川上 昭次郎(かわかみ しょうじろう)
伊藤伯爵の秘書。気前の良い青少年。緑汛荘の客。
槙田 チヨ(まきた ちよ)
緑汛荘の庭師。元 真中事務所である緑汛荘に昔から住み着いている口やかましい女性。
金田 (かねだ)
緑汛荘の使用人。こちらも原作とは違い 女性になっている。
三浦 貞夫(みうら さだお)
原作とは違いこちらは 咲江の再婚相手の息子。薬物中毒者。
早川警部(はやかわ けいぶ)
緑汛荘に現れる警官。
宮田巡査(みやた 巡査
警部とともに緑汛荘に現れる。

## 構成
時は現代、季節は3月。ケント州コップルストーン邸（ヘイルシャム＝ブラウンの自宅で家具付きの借家）の客間を舞台とする3幕構成。
- 第1幕 - 3月のある夕方
- 第2幕
  - 第1場 - その15分後
  - 第2場 - その10分後
- 第3幕 - その2,3分後

## 書誌情報
日本語翻訳版のみ記載
- 『蜘蛛の巣』加藤恭平訳、早川書房（クリスティー文庫）、2004年6月発行、 ISBN 4-15-130068-6 他